# 徐漢強
徐漢強（John Hsu，1981年11月9日—），台灣導演，世新大學廣播電視電影學系電影組畢業，第40屆金鐘獎最佳單元劇導演獎得主，為金鐘獎史上最年輕的導演。首部劇情長片為改編自同名電腦遊戲的《返校》，在《第56屆金馬獎》獲得十二項提名，為該屆入圍獎項最多的作品；最終徐漢強得到《最佳新導演》與《最佳改編劇本》兩個個人獎項。
曾是知名線上遊戲《魔獸世界》機造影片團隊「AFK Pl＠yers」成員之一的「戰鎖鎖不住」。2023年擔任第60屆金馬獎複選及決選評審委員。

## 作品

### MV
- 2011年 蛋堡 噓... feat.徐佳瑩

### 短片
- 2004年 《第十五伺服器》
- 2005年 《請登入線實》
- 2008年 《匿名遊戲》
- 2012年 《黑暗之後》
- 2013年 《小清新大爆炸》
- 2015年 《理想狀態》
- 2016年 《讓座貼紙 2.0》
- 2017年 《全能元神宮改造王》（VR短片）
- 2020年 《星際大騙局之登月計劃》（VR短片）
- 2020年 《金馬57形象廣告》

### 電影
| 年份   | 片名         | 職務       | 備註        |
| ------ | ------------ | ---------- | ----------- |
| 2019年 | 《返校》     | 導演、編劇 | [ 6 ] [ 7 ] |
| 2024年 | 《鬼才之道》 | 導演、編劇 |             |

### 電視劇
| 年份   | 頻道             | 劇名                           | 職務 | 備註 |
| ------ | ---------------- | ------------------------------ | ---- | ---- |
| 2022年 | 公視、friDay影音 | 《你的婚姻不是你的婚姻－聖筊》 | 導演 |      |

## 獎項紀錄
| 年份   | 頒獎典禮              | 獎項                     | 影片                           | 結果 |
| ------ | --------------------- | ------------------------ | ------------------------------ | ---- |
| 2005年 | 第40屆金鐘獎          | 戲劇節目單元劇導演獎     | 《請登入．線實》               | 獲獎 |
| 2019年 | 第56屆金馬獎          | 最佳新導演               | 《返校》                       | 獲獎 |
| 2019年 | 第56屆金馬獎          | 最佳改編劇本             | 《返校》                       | 獲獎 |
| 2020年 | 第22屆台北電影獎      | 最佳導演                 | 《返校》                       | 提名 |
| 2020年 | 第22屆台北電影獎      | 最佳編劇                 | 《返校》                       | 提名 |
| 2020年 | 第14屆亞洲電影大獎    | 最佳新導演               | 《返校》                       | 提名 |
| 2023年 | 第58屆金鐘獎          | 迷你劇集／電視電影導演獎 | 《你的婚姻不是你的婚姻－聖筊》 | 提名 |
| 2024年 | 第61屆金馬獎          | 最佳導演                 | 《鬼才之道》                   | 提名 |
| 2024年 | 第61屆金馬獎          | 最佳原著劇本             | 《鬼才之道》                   | 提名 |
| 2025年 | 第6屆台灣影評人協會獎 | 最佳導演                 | 《鬼才之道》                   | 獲獎 |
| 2025年 | 第6屆台灣影評人協會獎 | 最佳劇本                 | 《鬼才之道》                   | 提名 |
| 2025年 | 第27屆台北電影獎      | 最佳導演                 | 《鬼才之道》                   | 獲獎 |
| 2025年 | 第27屆台北電影獎      | 最佳編劇                 | 《鬼才之道》                   | 提名 |

## 外部連結
- 徐漢強在台灣電影網上的資料（繁體中文）